# Krzysztof Michałkiewicz
Krzysztof Stefan Michałkiewicz (ur. 26 września 1953 w Obornikach Śląskich) – polski polityk i socjolog. W latach 2005–2006 minister pracy i polityki społecznej, poseł na Sejm V, VI, VII i VIII kadencji, w latach 2015–2019 sekretarz stanu w Ministerstwie Rodziny, Pracy i Polityki Społecznej, w latach 2019–2024 prezes Państwowego Funduszu Rehabilitacji Osób Niepełnosprawnych.

## Życiorys
W 1979 rozpoczął pracę zawodową jako referent w Spółdzielni Pracy Rękodzieła Artystycznego w Lublinie, a następnie jako socjolog w Zakładzie Remontowym Energetyki w Lublinie (1979–1981). W 1980 wstąpił do NSZZ „Solidarność”. W 1981 pracował w zarządzie Regionu Środkowo-Wschodniego NSZZ „Solidarność” w Lublinie, był redaktorem biuletynu informacyjnego związku.
Za udział w strajku WSK Świdnik został tymczasowo aresztowany i skazany na karę 2,5 roku pozbawienia wolności. W latach 1982–1983 przebywał w zakładach karnych w Lublinie, Łodzi, Łęczycy i Hrubieszowie. W 1983 w trakcie przerwy w odbywaniu kary więzienia otrzymał paszport z prawem jednokrotnego przekroczenia granicy polskiej. Wspólnie z rodziną wyjechał do Australii.
Po powrocie do kraju w 1992 pracował na różnych stanowiskach w Lublinie. Został kierownikiem Rejonowego Urzędu Pracy. W latach 1992–1998 sprawował funkcję dyrektora Wojewódzkiego Zespołu Pomocy Społecznej, a w latach 1999–2002 dyrektora Wydziału Spraw Społecznych Lubelskiego Urzędu Wojewódzkiego. W latach 2002–2003 był zastępcą dyrektora Miejskiego Ośrodka Pomocy Rodzinie, a w latach 2003–2004 dyrektorem domu pomocy społecznej. W 2003 ukończył studia socjologiczne na Katolickim Uniwersytecie Lubelskim. Od 2004 pełnił funkcję zastępcy prezydenta Lublina.
Działał w regionalnych organizacjach społecznych m.in. w Lubelskim Towarzystwie Dobroczynności, Lubelskim Stowarzyszeniu Organizatorów Pomocy Społecznej, Lubelskim Obserwatorium Problemów Społecznych. W latach 1992–1998 był członkiem Wojewódzkiej Rady Zatrudnienia. Za działalność społeczną został przez arcybiskupa Józefa Życińskiego nagrodzony medalem „Lumen Mundi”.
W 1994 z ramienia UPR kandydował do lubelskiej rady miejskiej. Od 1994 do 1995 należał do Partii Konserwatywnej, był przewodniczącym jej koła w Lublinie. Z listy Prawa i Sprawiedliwości w wyborach w 2004 bez powodzenia kandydował do Parlamentu Europejskiego, a w wyborach parlamentarnych w 2005 został wybrany na posła V kadencji w okręgu lubelskim. Od 31 października 2005 do 5 maja 2006 sprawował urząd ministra pracy i polityki społecznej w rządzie Kazimierza Marcinkiewicza. W wyborach w 2007 po raz drugi uzyskał mandat poselski, otrzymując 11 250 głosów. W wyborach w 2011 z powodzeniem ubiegał się o reelekcję, dostał 11 816 głosów. W 2015 został ponownie wybrany do Sejmu, otrzymując 15 806 głosów. 19 listopada tego samego roku objął stanowisko sekretarza stanu w Ministerstwie Rodziny, Pracy i Polityki Społecznej. W wyborach w 2019 bez powodzenia kandydował do Senatu. 15 listopada tego samego roku został prezesem Państwowego Funduszu Rehabilitacji Osób Niepełnosprawnych. W styczniu 2024 zakończył pełnienie tej funkcji.

## Odznaczenia
- Krzyż Oficerski Orderu Odrodzenia Polski (2021)[7][8]
- Krzyż Wolności i Solidarności (2020)[9]